# NV Большой Медведицы
NV Большой Медведицы (лат. NV Ursae Majoris) — двойная затменная переменная звезда типа Алголя (EA) в созвездии Большой Медведицы на расстоянии приблизительно 3102 световых лет (около 951 парсека) от Солнца. Видимая звёздная величина звезды — от +13,4m до +12,68m. Орбитальный период — около 3,0241 суток.